# Moori
Moori – wieś w Estonii, w prowincji Viljandi, w gminie Viljandi. Do 2013 w gminie Saarepeedi.
Przez wieś przepływa strumień Teraseoja.